# Nourrissement
Le nourrissement est le nom donné au nourrissage par les apiculteurs. Il consiste à fournir un sirop de sucre ou du candi directement à l'intérieur des ruches afin de développer plus vite les colonies ou de les aider à traverser une période de disette.
Le nourrissement permet d'extraire plus de miel et de laisser plus de place pour la production de couvain dans la partie basse de la ruche.

## Produits utilisés
Les abeilles sont nourries soit avec du miel soit avec du sucre plus ou moins dilué dans de l'eau.
- Le « sirop 50/50 » dit « sirop de stimulation » est composé du mélange à froid d'un kilo de sucre cristallisé avec un litre d'eau qui permet d'obtenir après dissolution du sucre dans l'eau 1,6 litre de sirop. Ce mélange léger permet de simuler une miellée. En le donnant à la ruche en début de saison, on stimule la ponte de la reine qui pense que beaucoup de nectar est disponible et pond donc en conséquence.

- Le « candi » est une pâte de sucre préparée à chaud (88 % de sucre et 12 % d'eau). Le candi s'utilise en hiver car le sirop est trop liquide pour être consommable quand la température est inférieure à 10 °C.

## Un mode d'alimentation artificiel
Depuis les années 1970, l'utilisation de sirop de maïs à haute teneur en fructose est devenue très fréquente pour améliorer le rendement des ruches, la plupart des agriculteurs commerciaux distribuent ce substitut, seul ou additivé, à l'alimentation naturelle des abeilles.
Couplé avec une sélection génétique qui favorise la prolificité des reines, la perte de diversité florale de l'espace agricole, le nourrissement est vu par certains comme le centre d'un cercle vicieux : pour profiter des cultures industrielles à fort rendement en nectar mais à floraison courte ou pour assurer des contrats de pollinisation, certains apiculteurs pratiquent le nourrissement spéculatif (ou « biberonnage ») à la sortie de l'hiver pour avoir des ruches pleines de butineuses. Lourdement chargées en abeilles mais pauvres en réserves puisque l'apiculteur prélève la hausse et que la partie basse est remplie de couvain, les ruches doivent ensuite recevoir des apports supplémentaires dès la fin de l'été pour passer l'hiver.

## Inconvénients
Les abeilles domestiques sont devenues très dépendantes de cette alimentation exogène. Cette alimentation synthétique est pauvre, elle affaiblit le système immunitaire des abeilles, notamment leur capacité à éliminer les toxines naturelles ou synthétiques (pesticides et polluants).
Pour éviter de récolter du sirop de sucre à la place du miel, on doit cesser tous nourrissements 3 semaines à 1 mois avant la récolte du miel.

## Périodes et fréquences de distribution
Le nourrissement peut être fait en fin d'hiver ou en fin d'été mais il a des objectifs différents selon la saison.
On démarre le nourrissement stimulant ou spéculatif en fin d'hiver (si les températures dépassent 10 °C car un sirop liquide par températures froides peut induire une nosémose), 40 jours avant la date de floraison estimée des plantes qui prendront le relais du nourrissement. Ce type de nourrissement simule une miellée précoce et permet d'augmenter sensiblement la ponte et donc le nombre d'individus de la colonie. On l'utilise généralement lorsqu'on prévoit de procéder à une division sinon il accélère l'essaimage naturel.
Pour ce type de nourrissement, on donne, selon la taille initiale de la colonie, de 20 à 50 centilitres de sirop chaque soir ou un jour sur deux. En effet, un apport trop important et trop rapide de sirop pourrait entraîner un remplissage intensif de sirop dans les alvéoles, ce qui aurait pour effet de ne plus laisser de place à la reine pour pondre. On arrête le nourrissement dès la pleine floraison, quitte à le prolonger de quelques jours s’il survient une période de froid et de pluie.
Au contraire, le nourrissement de fin d'été peut se faire dès qu'il n'y a plus beaucoup de fleurs à butiner dans le secteur (parfois dès la mi-août). On peut procéder par un apport massif sur deux ou trois jours de 4 à 5 litres de sirop. Le but étant de remplir les cadres de sirop pour l'hiver. Le nourrissement post-récolte doit être effectué le plus tôt possible afin que la transformation et le stockage du sirop ne soit pas fait par les abeilles d’hiver qu'on doit préserver au maximum pour qu'elles puissent plus facilement passer l'hiver.
Mieux vaut éviter de donner du candi aux colonies l’hiver car il est riche en saccharose et nécessite un travail de transformation important.
Mieux vaut remplir les nourrisseurs en fin de journée. Les périodes de nourrissement sont en effet propices au pillage des ruches et nourrir durant la journée pourrait inciter les colonies les plus fortes à s'en prendre aux plus faibles.
Jos Guth, un des meilleurs éleveurs de reines d’Europe, préconise un nourrissement de 8-10 kg en Juillet puis de 6-8 kg le 15 août et pour finir 4 kg vers le 15 septembre .